# Hypophora
Die Hypophora ist ein sprachliches Gestaltungsmittel.
Sie stellt eine Frage dar, auf die der Fragende sich im Folgenden selbst antwortet. Dies kann eine besondere Betonung bewirken.
Beispiele für die Hypophora sind u. a. einige Bibelpassagen (kursiv formatiert ist die jeweilige Antwort auf die eigene Frage):
„Oder ist Gott allein der Gott der Juden? Ist er nicht auch der Gott der Heiden? Ja gewiss, auch der Heiden. (...) Wie? Heben wir denn das Gesetz auf durch den Glauben? Das sei ferne! Sondern wir richten das Gesetz auf.“ (Römer 3,29 )